# Мелендес, Карлос (гондурасский футболист)
Карлос Эдуардо Мелендес Росалес (исп. Carlos Eduardo Meléndez Rosales; род. 8 декабря 1997, Ла-Сейба) — гондурасский футболист, защитник клуба «Мотагуа» и сборной Гондураса. Участник Олимпийских игр 2020 в Токио.

## Клубная карьера
Мелендес — воспитанник клуба «Вида». 28 июля 2018 года в матче против «Марафона» он дебютировал в чемпионате Гондураса. 12 сентября 2019 года в поединке против «Реал де Минас» Карлос забил свой первый гол за «Виду». В 2021 году Мелендес перешёл в «Мотагуа». 14 августа в матче против «Марафона» он дебютировал за новый клуб. 18 октября в поединке против «Марафона» Карлос забил свой первый гол за «Мотагуа». В 2022 году игрок помог клубу выиграть чемпионат.

## Международная карьера
13 ноября 2021 года в отборочном матче чемпионата мира 2022 против сборной Панамы Мелендес дебютировал за сборную Гондураса.
В 2020 году в составе олимпийской сборной Гондураса Мелендес принял участие в Олимпийских играх в Токио. На турнире он сыграл в матчах против команд Румынии, Новой Зеландии и Южной Кореи.

## Достижения
Командные
 «Мотагуа»
- Победитель чемпионата Гондураса (1) — Клаусура 2021/2022